# San Martín Chalchicuautla
San Martín Chalchicuautla é um município do estado de San Luis Potosí, no México.